# 제임스 가너
제임스 가너(James Garner, 1928년 4월 7일 ~ 2014년 7월 19일)는 미국의 배우이다.

## 이력
1947년에 미국 육군 하사로 임관한 그는 이후 여러 차례에 걸쳐 진급하였으며, 한국 전쟁에 참전하였다. 1955년에는 미국 육군 대위로 예편하였고, 이듬해인 1956년에는 영화배우로서의 활동을 시작하였다.

## 출연 작품

### 영화
- 매버릭 (1994)
- 스페이스 카우보이 (2000)
- 노트북 (2004) - 듀크 역
- DC 쇼케이스 오리지널 쇼츠 콜렉션 (2010) - 샤잠 역 (애니메이션)

### 텔레비전
- 아빠는 연애코치 (2003-05)

## 사망
2014년 7월 19일 경찰과 구조대는 브렌트우드에 위치한 가너의 로스앤젤레스 자택으로 출동하였으며, 그곳에서 배우가 향년 86세로 사망한 채 발견되었다. 사인은 관상동맥 질환으로 인한 심장마비였으며, 그는 2008년 뇌졸중을 겪은 이후로 건강이 좋지 않은 상태였다.